# Manettia barbata
Manettia barbata är en måreväxtart som beskrevs av Oerst.. Manettia barbata ingår i släktet Manettia och familjen måreväxter.

## Underarter
Arten delas in i följande underarter:
- M. b. barbata
- M. b. microcarpa